# پیربالا
پیربالا یکی از روستاهای استان آذربایجان شرقی است که در دهستان میشاب شمالی بخش مرکزی شهرستان مرند واقع شده‌است در اسناد قدیمی نام روستای پیربالا، پیربول به معنی مکانی که در آن شیخ و دعانویس زیاد باشد ثبت شده است.از محصولات اصلی روستای پیربالا که درآمد اصلی مردم روستا نیز میباشد میتوان  گردو و سیب سفید و زرد الو را نام برد. روستای پیربالا جزو دهکده های توریستی،تفریحی استان اذربایجان شرقی است و سالانه پذیرای تعداد زیادی مسافر و بازدید کننده از استان های مجاور میباشد.